# Léon Platteau
Pour les articles homonymes, voir Platteau.
Léon Platteau, né le 28 juin 1905 à Kluisbergen et mort le 6 juin 1974 à Bruxelles, est un fonctionnaire et résistant belge, qui fut le directeur du département des cultes du ministère de la Justice lors de la Seconde Guerre mondiale. Il n'hésita pas à s'engager, sur base de ses valeurs chrétiennes, dans la résistance via ses contacts avec Yvonne Nèvejean, alors directrice de l'Œuvre nationale de l'enfance (ONE) et à travers elle, via le Comité de défense des Juifs.

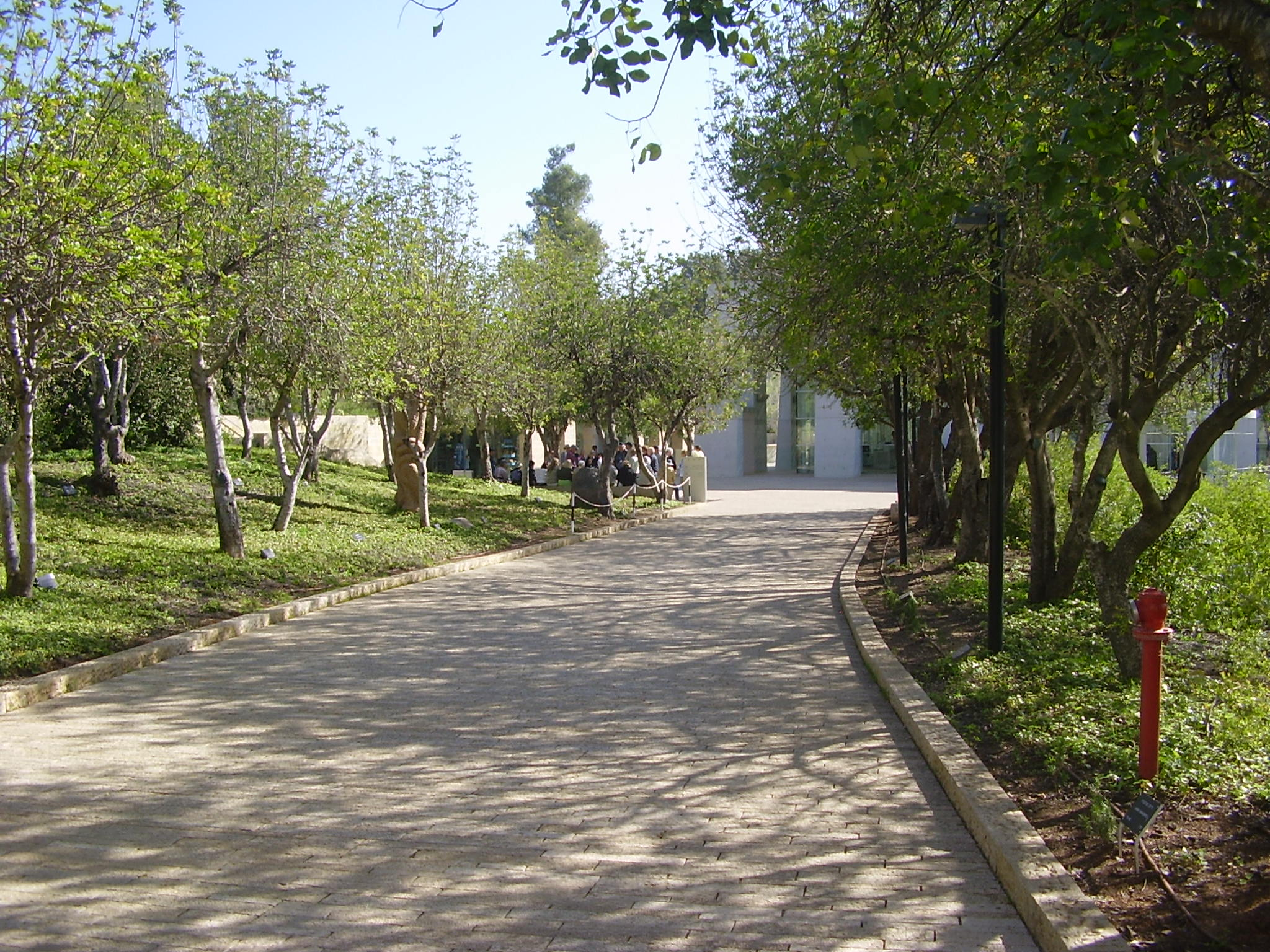
L'avenue des justes parmi les Nations - Yad Vashem - Israël

Le 30 septembre 1943, alors que les 80 enfants juifs d'un home de Wezembeek-Oppem sous tutelle de l'Association des Juifs en Belgique (AJB) sont arrêtés et transférés à Malines, il protesta vigoureusement tout comme la Reine Élisabeth. Ils parvinrent à faire libérer les enfants.

## Distinctions
- Commandeur de l'ordre de Léopold
- Grand officier de l'ordre d'Orange-Nassau

## Reconnaissances
- Le 9 février 1954, Léon Platteau, alors directeur général du ministère des affaires étrangères, reçut la médaille de la résistance juive pour avoir sauvé 3 000 enfants juifs. Sur la médaille, était gravé : "To Leon Platteau, from grateful jewish children". Elle lui sera remise par Chaïm Perelman[3].
- En 1975, Léon Platteau fut reconnu Juste parmi les nations par l'Institut Yad Vashem[4]